# ستيبي ارتشيغ
ستيبي ارتشيغ (بالألمانية: Stipe Erceg)‏ (و. 1974 – م) هو ممثل من ألمانيا. ولد في سبليت.

## وصلات خارجية
- ستيبي ارتشيغ على موقع IMDb (الإنجليزية)
- ستيبي ارتشيغ على موقع مونزينجر (الألمانية)
- ستيبي ارتشيغ على موقع قاعدة بيانات الأفلام العربية
- ستيبي ارتشيغ على موقع ألو سيني (الفرنسية)
- ستيبي ارتشيغ على موقع أول موفي (الإنجليزية)
- ستيبي ارتشيغ على موقع قاعدة بيانات الأفلام السويدية (السويدية)
- ستيبي ارتشيغ على موقع قاعدة بيانات الفيلم (الإنجليزية)
- ستيبي ارتشيغ على موقع كينوبويسك (الروسية)